# Pino sulla Sponda del Lago Maggiore
Pino sulla Sponda del Lago Maggiore là một village and comune (municipality) in the tỉnh Varese trong vùng Lombardia, có cự ly khoảng 110 km về phía tây bắc của Milan và khoảng 70 km về phía tây bắc của Varese, tại biên giới với Thụy Sĩ.
Pino sulla Sponda del Lago Maggiore giáp các đô thị: Brissago (Thụy Sĩ), Caviano (Thụy Sĩ), Gerra (Gambarogno) (Thụy Sĩ), Maccagno, Ronco sopra Ascona (Thụy Sĩ), San Nazzaro (Thụy Sĩ), Sant'Abbondio (Thụy Sĩ), Tronzano Lago Maggiore, Veddasca.